# Harvest Moon : La Vallée perdue
Harvest Moon : La Vallée perdue (Harvest Moon: The Lost Valley dans les territoires anglophones) est un jeu vidéo de rôle et de simulation de vie développé par Tabot, Inc. et édité par Natsume, sorti en 2014 sur Nintendo 3DS.

## Accueil
- CD-Action : 4/10[1]
- IGN Italie : 5,4/10[2]